# Конвой SO-903 (січень 1944)
Конвой SO-903 (січень 1944 року) — японський конвой часів Другої світової війни, проведення якого відбувалось у січні 1944 року.
Конвой сформували на заході Каролінських островів у важливому транспортному хабі Палау, а місцем призначення був Рабаул на острові Нова Британія — головна передова база японців, з якої провадились операції на Соломонових островах та сході Нової Гвінеї. До складу конвою SO-903 увійшли транспорти «Ніппонкай-Мару» і «Такаторі-Мару № 2» (за іншими даними, «Такаторі-Мару № 2» вирушило до архіпелагу Бісмарка на кілька діб пізніше, з конвоєм SO-805). Також є дані, що разом із конвоєм SO-903 прямувало судно «Нейкай-Мару», яке вело на буксирі мінісубмарину HA-49. Ескорт конвою складався з мисливців за підводними човнами CH-17 та CH-18.
19 січня 1944 року судна вийшли з Палау та попрямували на південний схід. За одними даними, 26 січня вони прибули до Рабаула, тоді як за іншими зробити це в зазначений запланований термін не вдалося (або вдалося не всім суднам). У будь-якому випадку, 28 січня «Нейкай-Мару» перебувало в морі Бісмарка за 180 км на північний захід від Рабаула. Тут його атакували та потопили бомбардувальники B-24 Liberator та літаючі човни Catalina, затонула і HA-49.
Надалі «Ніппонкай-Мару» вийде 30 січня у конвої 2312 на Трук (та встигне полишити цю базу до її розгрому 17—18 лютого авіаносним з'єднанням), тоді як «Такаторі-Мару № 2» залишиться в Рабаулі, де й загине під час нальоту 22 лютого.
Можна також відзначити, що в лютому 1944 року між Палау та Рабаулом пройде ще один конвой із тим же ідентифікатором SO-903.